# 7/8 Sour
7/8 Sour è un singolo del rapper italiano Madman, pubblicato il 14 dicembre 2018 come primo estratto dal quarto mixtape MM vol. 3.

## Video musicale
Il videoclip è stato pubblicato il 18 dicembre 2018 sul canale YouTube del rapper.